# Kalininita
La kalininita és un mineral de la classe dels sulfurs, que pertany al grup de la linnaeïta. Rep el nom en honor de Pavel Vasil'evich Kalinin (1905–1981), mineralogista i petròleg rus de l'Institut d'exploració geològica de Moscou, i investigador de la regió del sud de Baikal.

## Característiques
La kalininita és un sulfur de fórmula química ZnCr₂S₄. La seva duresa a l'escala de Mohs és 5.
Segons la classificació de Nickel-Strunz, la kalininita pertany a «02.D - Sulfurs metàl·lics, amb proporció M:S = 3:4» juntament amb els següents minerals: bornhardtita, carrol·lita, cuproiridsita, cuprorhodsita, daubreelita, fletcherita, florensovita, greigita, indita, linneïta, malanita, polidimita, siegenita, trüstedtita, tyrrel·lita, violarita, xingzhongita, ferrorhodsita, cadmoindita, cuprokalininita, rodostannita, toyohaïta, brezinaïta, heideïta, inaglyita, konderita i kingstonita.

## Formació i jaciments
Va ser descoberta a la pedrera de marbre de Pereval, situada a Slyudyanka, a l'àrea del llac Baikal (óblast d'Irkutsk, Rússia). També ha estat descrita en tres indrets més de Rússia: el volcà Mutnovsky (Krai de Kamtxatka), el massís de Kosva (Província d'Sverdlovsk) i el meteorit de ferro Uakit (Krai de Zabaikàlie).